# Formosa spagnola

Formosa divisa tra Spagna, Olanda e Regno del Middag

Per Formosa spagnola s'intende la colonia spagnola stabilita nel nord di Taiwan (allora nota come Formosa) dal 1626 al 1642. Pensata allo scopo di proteggere il commercio spagnolo e portoghese dall'interferenza della potente Compagnia Olandese delle Indie Orientali che aveva stabilito una base nel sud di Taiwan, la colonia ebbe vita breve a causa dell'indisponibilità delle autorità coloniali di Manila ad impegnare uomini e mezzi per difenderla. Dopo diciassette anni l'ultima fortezza spagnola fu cinta d'assedio dalle forze olandesi e alla fine cadde, dando agli olandesi il controllo sulla maggior parte dell'isola.

## Origini
All'inizio del XVII secolo la Spagna cattolica era in competizione con i Paesi Bassi protestante per il commercio e l'influenza in Asia orientale. Con lo stabilimento di una colonia olandese a Tayouan (odierna Anping) nel sud di Taiwan, gli olandesi guadagnarono la capacità di minacciare effettivamente il commercio spagnolo nella regione. Per contrastare questa minaccia, gli Spagnoli decisero di stabilire una loro colonia nel nord dell'isola.

## I primi anni (1626–1629)
Dopo essere sbarcati a Capo Santiago (ora Sandiao) nel nord-est di Taiwan ma trovandolo inadatto per scopi difensivi, gli spagnoli continuarono verso ovest lungo la costa finché arrivarono a Keelung. Un porto profondo e ben protetto più una piccola isola all'imbocco del porto ne facevano il punto ideale per costruire il primo insediamento, che chiamarono Santissima Trinidad. Furono costruiti dei forti, sia sull'isola che nel porto stesso.
Nel 1629 gli spagnoli fondarono la loro seconda base, incentrata intorno al forte Santo Domingo a Danshui.

## Prima battaglia con gli olandesi
Nel 1641 gli spagnoli erano diventati un tale motivo di irritazione per gli olandesi del sud che questi decisero di strappare con la forza il nord di Taiwan dalle mani dei rivali. In termini cortesi, il governatore olandese Paulus Traudenius informò il governatore spagnolo delle loro intenzioni.
Il governatore spagnolo non era incline a cedere così facilmente, e replicò a tono.
Successivamente gli olandesi lanciarono un assalto sulle regioni settentrionali, ma le posizioni spagnole erano ben difese e le truppe attaccanti non furono in grado di aprirsi una breccia nelle mura delle fortezza. Essi ritornarono, frustrati, alla base olandese di Fort Zeelandia.

## Governatori spagnoli di Formosa
- Antonio Carreño Valdés, 1626-1629
- Juan de Alcarazo, 1629-1632
- Bartolomé Díaz Barrera, 1632-1634
- Alonso García Romero, 1634-1635
- Francisco Hernández, 1635-1637
- Pedro Palomino, 1637-1639
- Cristóbal Márquez, 1639-1640
- Gonzalo Portillo, 1640-1642[2]